# Gnamptogenys rimulosa
Gnamptogenys rimulosa is een mierensoort uit de onderfamilie van de Ectatomminae. De wetenschappelijke naam van de soort is voor het eerst geldig gepubliceerd in 1861 door Roger.